# Ion Roată, Ialomița
Ion Roata là một xã thuộc hạt Ialomița, România. Dân số thời điểm năm 2002 là 3728 người.